# 桃城镇 (大新县)
桃城镇，是中华人民共和国广西壮族自治区崇左市大新县下辖的一个镇。

## 行政区划
桃城镇下辖以下地区：
新城社区、新振社区、桃源社区、北三村、黎明村、松洞村、社隆村、宝贤村、爱国村、新华村、万礼村、宝新村、大岭村和德立村。